# Гіллтоп (Техас)
Гіллтоп (англ. Hilltop) — переписна місцевість (CDP) в США, в окрузі Фріо штату Техас. Населення — 356 осіб (2020).

## Географія
Гіллтоп розташований за координатами 28°41′38″ пн. ш. 99°10′34″ зх. д. / 28.69389° пн. ш. 99.17611° зх. д. (28.693843, -99.176148).  За даними Бюро перепису населення США в 2010 році переписна місцевість мала площу 3,25 км², уся площа — суходіл.

## Демографія
Згідно з переписом 2010 року, у селищі мешкало 287 осіб у 87 домогосподарствах у складі 73 родин. Густота населення становила 88 осіб/км².  Було 105 помешкань (32/км²).
Расовий склад населення:
| - 78,4 % — білих - 0,7 % — корінних американців - 0,3 % — чорних або афроамериканців - 18,5 % — осіб інших рас |

До двох чи більше рас належало 2,1 %. Частка іспаномовних становила 91,3 % від усіх жителів.
За віковим діапазоном населення розподілялося таким чином: 36,9 % — особи молодші 18 років, 55,1 % — особи у віці 18—64 років, 8,0 % — особи у віці 65 років та старші. Медіана віку мешканця становила 32,5 року. На 100 осіб жіночої статі у селищі припадало 103,5 чоловіків;  на 100 жінок у віці від 18 років та старших — 105,7 чоловіків також старших 18 років.
Середній дохід на одне домашнє господарство  становив 75 396 доларів США (медіана — 56 094), а середній дохід на одну сім'ю — 40 390 доларів (медіана — 34 219). 
Цивільне працевлаштоване населення становило 186 осіб. Основні галузі зайнятості: сільське господарство, лісництво, риболовля — 28,5 %, освіта, охорона здоров'я та соціальна допомога — 25,8 %, роздрібна торгівля — 17,7 %, транспорт — 15,6 %.